# Gregorio Pueyo
Gregorio Pueyo (Panticosa, Huesca, 25 de mayo de 1860 — Pozuelo de Alarcón, Madrid, 28 de febrero de 1913) fue un editor y librero español que promocionó el movimiento modernista. El escritor y dramaturgo Valle-Inclán lo escogió como modelo para crear el personaje de "Zaratustra", en su esperpento Luces de Bohemia.

## Biografía
Hijo de María Lamenca Poma y de Domingo Pueyo Guillén, Gregorio nació el 25 de mayo de 1860 en Panticosa (Huesca), en la comarca del Alto Gállego, benjamín de los ocho hijos que tuvo el humilde matrimonio.
En busca de fortuna o por simple supervivencia, llegó a Madrid hacia 1880. Rafael Cansinos Assens, que dejó algunas notas biográficas de Pueyo de muy diversa fortuna, puso en boca del inmigrante altoaragonés estas literarias frases: "No le puedo dar más de veinte duros por esto; crea usted que me sacrifico editando cosas que en realidad no se venden, pero no puedo evitarlo, en el fondo soy un romántico y un filántropo. Me gusta ayudar a los jóvenes que luchan, porque yo también he luchado y sé lo que es pasar hambre y dormir en un banco del Prado".
De sus comienzos como vendedor de pornografía de la época dejó noticia
Zamacois en su cronicón Años de miseria y de risa. Según él, Pueyo vendía "fotografías picantes y libros festivos por los bullangueros cafés de entonces: el Imperial, el Continental, el Siglo". De estos y otros recuerdos más o menos literarios parece poder deducirse que los pliegos de cordel, los folletos pornográficos, las traducciones de Paul de Kock, y obras como El oráculo de Napoleón y La rueda de la Fortuna, le sirvieron de lanzadera editorial.
Del catálogo editorial de su viuda en 1923, se deduce que Pueyo inició su negocio de librero hacia 1881. Por un anuncio aparecido en la página 8 del número 1 (30 de abril de 1897) de la revista Germinal, queda constancia de que tuvo su primera librería en el número cinco de la calle de Trujillos. De allí pasaría al número uno de la calle del Candil (como refiere un anuncio de la revista Vida Galante) hacia 1898. Y por fin, en el Anuario Bailly- Baillière (1905), aparece instalado en el número diez de la calle Mesonero Romanos.

### La tertulia de Pueyo
Cercana a la puerta del Sol, la librería de Pueyo ("cueva, covacha, covachuela, zaquizamí, chiribitil, tenducho, tabuco, cuchitril") en la calle Mesonero Romanos, atrajo y albergó durante años la tertulia que, entre otros menos conocidos, formaron Eduardo Barriobero, Emilio Carrere, Felipe Sassone, Felipe Trigo  y Valle-Inclán. Para ella diseñó el pintor Juan Gris el histórico «exlibris», marca de fábrica de la editorial.

### Editor del Modernismo

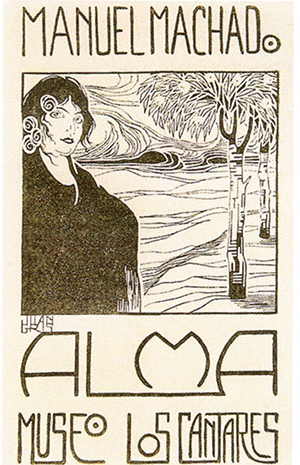
Edición de Alma. Museo. Los cantares de Manuel Machado, a cargo de Pueyo, dibujo de Juan Gris.

Las primeras obras y tanteos literarios de los Villaespesa, Salvador Rueda, Valle-Inclán, Enrique Díez-Canedo o Manuel y Antonio Machado, entre los autores españoles más conocidos, o de los americanos Amado Nervo, José Santos Chocano y Enrique Gómez Carrillo fueron editados por Gregorio Pueyo. También editó, en 1906, la primera antología de la poesía modernista, La Corte de los poetas. Florilegio de rimas modernas, reunida por Emilio Carrere. Pero al parecer su mayor mérito y valor no fue que editase autores desconocidos y noveles sino "tener que aguantar sus odios cruzados, oblicuos y trasversales".

### Traslados y final
Con el nuevo siglo, Pueyo intentó ampliar la empresa y buscar nuevos domicilios a su negocio librero. En 1902, abrió tienda en el número 74 de la calle de Atocha, trasladándose luego a la calle del Carmen, n.º 33; ambos intentos resultaron ruinosos, y el editor del Modernismo tuvo que volver a su "esperpéntica covacha" de la calle de Mesonero Romanos. También, durante un periodo, mantuvo en la calle Chinchilla una Oficina Editorial y Centro de Suscripciones. En marzo de 1904 se hizo miembro de la Asociación de la Librería de España, en cuya Junta Directiva figuró entre 1907 a 1909.
Pueyo murió de tuberculosis pulmonar a los 52 años de edad en Pozuelo de Alarcón (Madrid). Dejó a la historia de literatura en español un catálogo de casi doscientos cincuenta libros. Su viuda e hijos continuaron con el negocio editorial con el nombre de “Librería Hispano-Americana de Viuda e Hijos de Gregorio Pueyo”.

### Pueyo, personaje literario
Parece evidente la fuerza literaria del Pueyo hombre que se convirtió en una curiosa galería de personajes o inopinados heterónimos. Fue "Argüeyo" en la obra de Fernando Mora; "Gregorio Argüeyo" para  Emilio Carrere; "Redruello", para Augusto Martínez Olmedilla; "Víctor Azúa" para Dorio de Gádex; Gregorio Pueyo, tal cual, para Benigno Varela; y para don Ramón de Valle-Inclán, “Zaratustra”, el librero inmoral y avaro de Luces de Bohemia.